# Pacifische waterspitsmuis
De Pacifische waterspitsmuis (Sorex bendirii)  is een zoogdier uit de familie van de spitsmuizen (Soricidae). De wetenschappelijke naam van de soort werd in 1884 als Atophyrax bendirii gepubliceerd door Clinton Hart Merriam.

## Voorkomen
De soort komt voor in de Verenigde Staten en Canada.